# وستمرلند (تنسی)
وستمرلند (به انگلیسی: Westmoreland) شهری در ایالت کشور ایالات متحده آمریکا است که جمعیت آن در سرشماری سال ۲۰۱۰ میلادی، ۲٬۲۰۶ نفر بوده‌است.

## نگارخانه

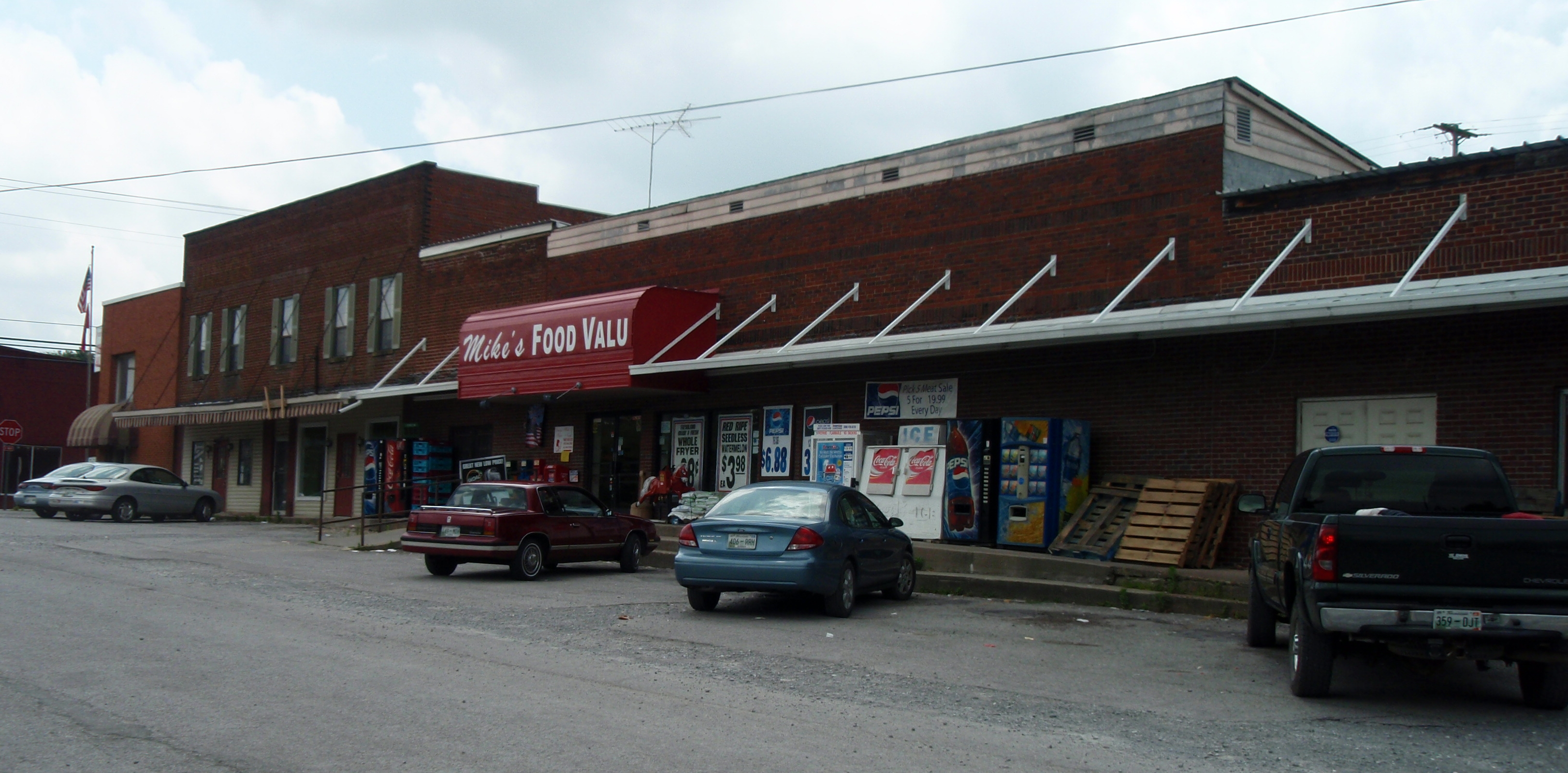
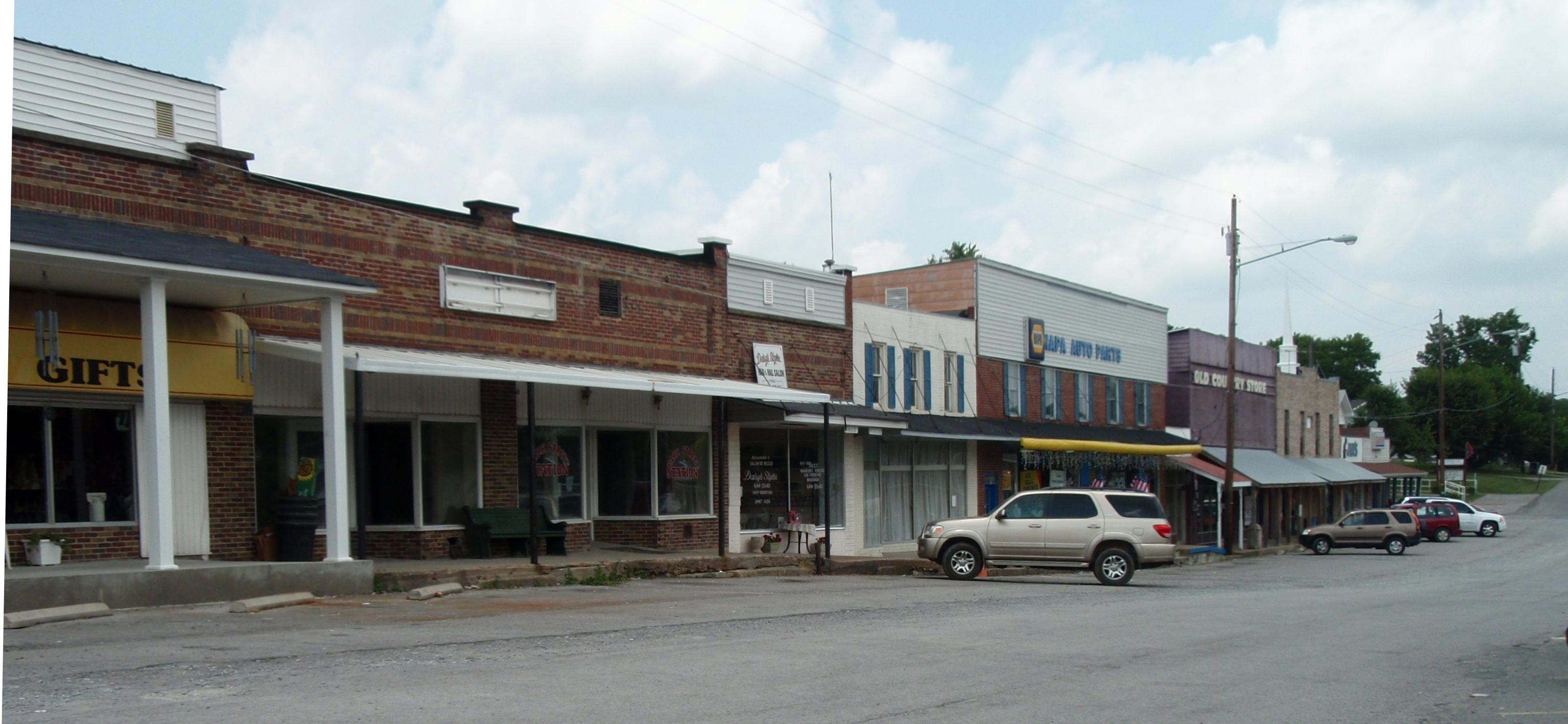
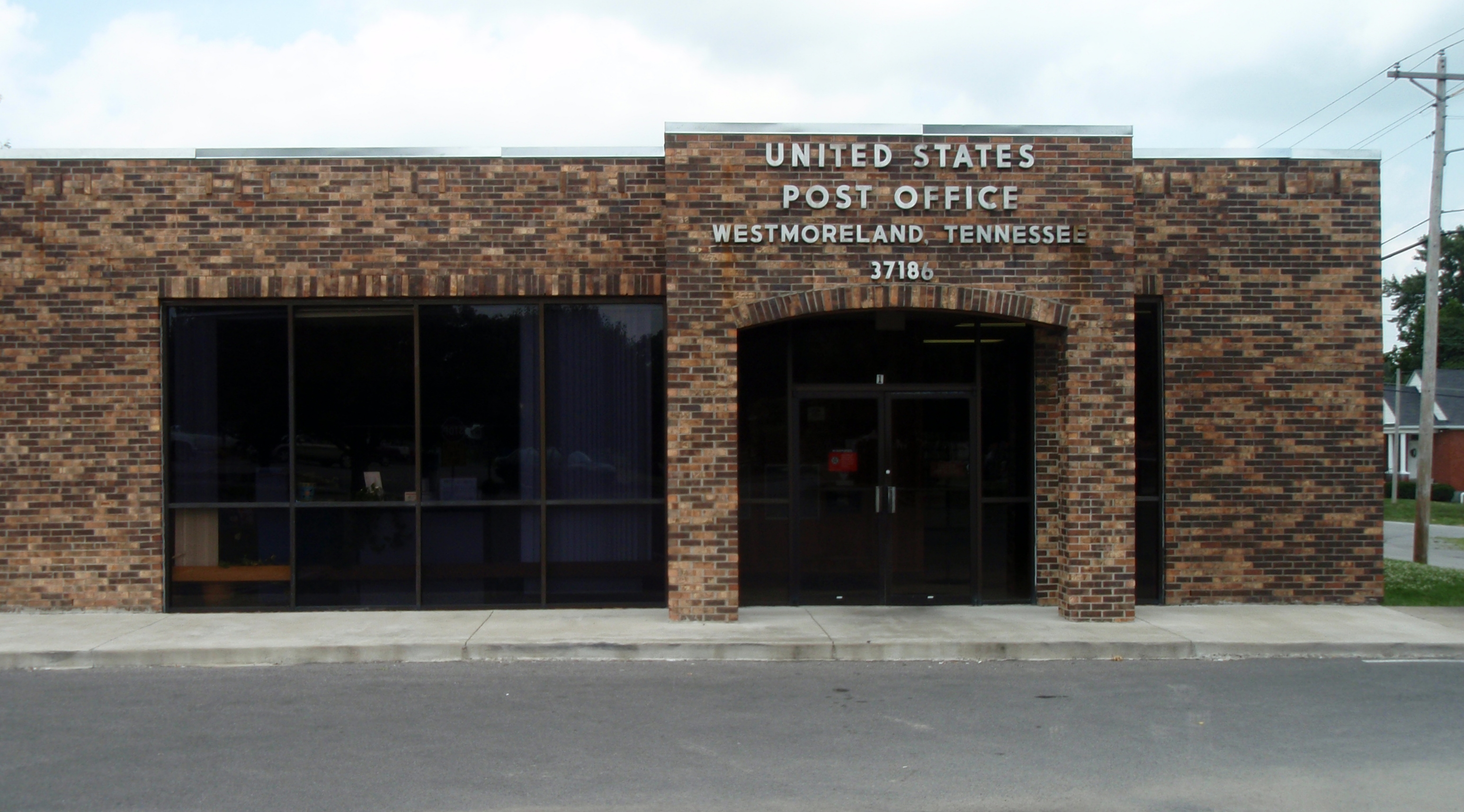